# Ларрі Робінсон
Ларрі Робінсон (англ. Larry Robinson; нар. 2 червня 1951, Вінчестер, Онтаріо, Канада) — канадський хокеїст, захисник. Згодом — хокейний тренер. Багаторазовий володар кубка Стенлі. Член Зали слави хокею.

## Спортивна кар'єра
В юніорських лігах провінції Онтаріо виступав за команди «Броквіль Брейвс», «Глостер Рейнджерс» і «Кіченер Рейнджерс». 1971 року був обраний на драфті НХЛ під 20-м загальним номером командою «Монреаль Канадієнс», але два перших сезони виступав в Американській хокейній лізі. За клуб «Нова Шотландія Вояджерс» провів 127 матчів, набрав 75 очок (за системою гол плюс пас). Володар кубка Колдера 1972 року.
В Національній хокейній лізі виступав протягом 21 року, захищав кольори клубів «Монреаль Канадієнс» і «Лос-Анджелес Кінгс». Один з лідерів легендарного «Канадієнс», який домінував у північноамериканському хокеї другої половини 70-х років двадцятого століття. Під керівництвом Скотті Боумена грав найбільш «зірковий» склад з моменту заснування ліги: у воротах — Кен Драйден; у захисті — Ларрі Робінсон, Гі Лапойнт, Серж Савар; у нападі — Гі Лафлер, Боб Гейні, Іван Курнуає і Стів Шатт. Ця команда за сім років перемогла у п'яти розіграшах кубка Стенлі. Шостий титул здобув у 1986 році, коли в НХЛ вже домінував «Едмонтон Ойлерс» на чолі з Вейном Грецкі.
Двічі визнавався найкращим захисником ліги і отримував трофей Джеймса Норріса. Володар трофею Кона Сміта — найкращому гравцю плей-оф 1978 року. За підсумками сезону тричі обирався до першого складу збірної «Всіх зірок» (1977, 1979, 1980) і тричі — до другого (1978, 1981, 1986). Всього у регулярному чемпіонаті провів 1384 матчі, закинув 207 шайб, зробив 751 результативну передачу; а на стадії плей-оф — 227 матчів, 28 голів, 116 передач. Єдиний гравець НХЛ, який 20 років поспіль був учасником розіграшів кубка Стенлі. Учасник десяти матчів «Усіх зірок НХЛ» — 1974, 1976–1978, 1980, 1982, 1986, 1989, 1991, 1992.
У складі національної збірної переможець першого і третього розіграшів кубка Канади. Фіналіст турніру 1981 року. Всього в кубках Канади провів 22 матчі, закинув 2 шайби. У лютому 1979 року в нью-йоркському «Медісон-сквер-гардені» захищав кольори збірної Національної хокейної ліги у серії матчів з командою Радянського Союзу. Учасник чемпіонату світу 1981 року. Директорат Міжнародної федерації хокею визнав його найкращим захисником, а журналісти — включили до символічної збірної турніру.
Через рік, після завершення ігрової кар'єри, розпочав тренерську роботу в НХЛ. У перші два роки був асистентом головного тренера «Нью-Джерсі Девілс». Чотири сезони очолював «Лос-Анджелес Кінгс». 1999 року повернувся до тренерського штабу «Нью-Джерсі Девілс». Двічі очолював клуб: у 2000–2002 і 2005 роках. Під його керівництвом «Девілс» здобули кубок Стенлі 2000 року. З 2012 року працює помічником головного тренера в «Сан-Хосе Шаркс».
1995 року був обраний до Зали слави хокею. 1997 року канадський журнал «The Hockey News» опублікував список 100 найкращих гравців в історії Національної хокейної ліги. У ньому Ларрі Робінсон розташувався на 25-й позиції. Тринадцять років потому журнал надрукував оновлений список 100 найкращих гравців НХЛ усіх часів, але вже з розбивкою спортсменів за їх ігровими позиціями. У цьому варіанті Ларрі Робінсон посідає восьме місце серед захисників. 2004 року був обраний до Зали слави канадського спорту. З 17 листопада 2007 року номер «19», під яким він виступав, не використовується у клубові «Монреаль Канадієнс».

## Досягнення
Гравець
- Кубок Стенлі (6): 1973, 1976, 1977, 1978, 1979, 1986
- Кубок Канади (2): 1976, 1984
- Трофей Кона Сміта (1): 1978
- Трофей Джеймса Норріса (2): 1977, 1980

Тренер
- Кубок Стенлі (1): 2000
- Кубок Стенлі (2): 1995, 2003 (асистент)

## Статистика
Статистика клубних виступів:
| Сезон        | Клуб                      | Ліга         | Регулярна першість | Регулярна першість | Регулярна першість | Регулярна першість | Регулярна першість | Плей-оф | Плей-оф | Плей-оф | Плей-оф | Плей-оф |
| Сезон        | Клуб                      | Ліга         | І                  | Г                  | П                  | О                  | ШХ                 | І       | Г       | П       | О       | ШХ      |
| ------------ | ------------------------- | ------------ | ------------------ | ------------------ | ------------------ | ------------------ | ------------------ | ------- | ------- | ------- | ------- | ------- |
| 1969-70      | «Броквіль Брейвс»         | CJHL         | 40                 | 22                 | 29                 | 51                 | 74                 | —       | —       | —       | —       | —       |
| 1969-70      | «Глостер Рейнджерс»       | CJHL         | —                  | —                  | —                  | —                  | —                  | 5       | 2       | 1       | 3       | 2       |
| 1970-71      | «Кіченер Рейнджерс»       | OHA-Jr.      | 61                 | 12                 | 39                 | 51                 | 65                 | 4       | 1       | 2       | 3       | 5       |
| 1971-72      | «Нова Шотландія Вояджерс» | АХЛ          | 74                 | 10                 | 14                 | 24                 | 54                 | 15      | 2       | 10      | 12      | 31      |
| 1972-73      | «Нова Шотландія Вояджерс» | АХЛ          | 38                 | 6                  | 33                 | 39                 | 33                 | —       | —       | —       | —       | —       |
| Усього в АХЛ | Усього в АХЛ              | Усього в АХЛ | 112                | 16                 | 47                 | 63                 | 87                 | 15      | 2       | 10      | 12      | 31      |
| 1972-73      | «Монреаль Канадієнс»      | НХЛ          | 36                 | 2                  | 4                  | 6                  | 20                 | 11      | 1       | 4       | 5       | 9       |
| 1973-74      | «Монреаль Канадієнс»      | НХЛ          | 78                 | 6                  | 20                 | 26                 | 66                 | 6       | 0       | 1       | 1       | 26      |
| 1974-75      | «Монреаль Канадієнс»      | НХЛ          | 80                 | 14                 | 47                 | 61                 | 76                 | 11      | 0       | 4       | 4       | 27      |
| 1975-76      | «Монреаль Канадієнс»      | НХЛ          | 80                 | 10                 | 30                 | 40                 | 59                 | 13      | 3       | 3       | 6       | 10      |
| 1976-77      | «Монреаль Канадієнс»      | НХЛ          | 77                 | 19                 | 66                 | 85                 | 45                 | 14      | 2       | 10      | 12      | 12      |
| 1977-78      | «Монреаль Канадієнс»      | НХЛ          | 80                 | 13                 | 52                 | 65                 | 39                 | 15      | 4       | 17      | 21      | 6       |
| 1978-79      | «Монреаль Канадієнс»      | НХЛ          | 67                 | 16                 | 45                 | 61                 | 33                 | 16      | 6       | 9       | 15      | 8       |
| 1979-80      | «Монреаль Канадієнс»      | НХЛ          | 72                 | 14                 | 61                 | 75                 | 39                 | 10      | 0       | 4       | 4       | 2       |
| 1980-81      | «Монреаль Канадієнс»      | НХЛ          | 65                 | 12                 | 38                 | 50                 | 37                 | 3       | 0       | 1       | 1       | 2       |
| 1981-82      | «Монреаль Канадієнс»      | НХЛ          | 71                 | 12                 | 47                 | 59                 | 41                 | 5       | 0       | 1       | 1       | 8       |
| 1982-83      | «Монреаль Канадієнс»      | НХЛ          | 71                 | 14                 | 49                 | 63                 | 33                 | 3       | 0       | 0       | 0       | 2       |
| 1983-84      | «Монреаль Канадієнс»      | НХЛ          | 74                 | 9                  | 34                 | 43                 | 39                 | 15      | 0       | 5       | 5       | 22      |
| 1984-85      | «Монреаль Канадієнс»      | НХЛ          | 76                 | 13                 | 34                 | 47                 | 44                 | 12      | 3       | 8       | 11      | 8       |
| 1985-86      | «Монреаль Канадієнс»      | НХЛ          | 78                 | 19                 | 63                 | 82                 | 39                 | 20      | 0       | 13      | 13      | 22      |
| 1986-87      | «Монреаль Канадієнс»      | НХЛ          | 70                 | 13                 | 37                 | 50                 | 44                 | 17      | 3       | 17      | 20      | 6       |
| 1987-88      | «Монреаль Канадієнс»      | НХЛ          | 53                 | 6                  | 34                 | 40                 | 30                 | 11      | 1       | 4       | 5       | 4       |
| 1988-89      | «Монреаль Канадієнс»      | НХЛ          | 74                 | 4                  | 26                 | 30                 | 22                 | 21      | 2       | 8       | 10      | 12      |
| 1989-90      | «Лос-Анджелес Кінгс»      | НХЛ          | 64                 | 7                  | 32                 | 39                 | 34                 | 10      | 2       | 3       | 5       | 10      |
| 1990-91      | «Лос-Анджелес Кінгс»      | НХЛ          | 62                 | 1                  | 22                 | 23                 | 16                 | 12      | 1       | 4       | 5       | 15      |
| 1991-92      | «Лос-Анджелес Кінгс»      | НХЛ          | 56                 | 3                  | 10                 | 13                 | 37                 | 2       | 0       | 0       | 0       | 0       |
| Усього в НХЛ | Усього в НХЛ              | Усього в НХЛ | 1384               | 207                | 751                | 958                | 793                | 227     | 28      | 116     | 144     | 211     |

Статистика виступів у збірних:
| Рік                | Команда            | Турнір             |    | І | Г | П | О | ШХ |
| ------------------ | ------------------ | ------------------ | -- | - | - | - | - | -- |
| 1976               | Канада             | КК                 | 7  | 0 | 0 | 0 | 0 |    |
| 1979               | НХЛ                | КВ                 | 3  | 1 | 0 | 1 | 0 |    |
| 1981               | Канада             | ЧС                 | 6  | 1 | 1 | 2 | 2 |    |
| 1981               | Канада             | КК                 | 7  | 1 | 0 | 1 | 2 |    |
| 1984               | Канада             | КК                 | 8  | 1 | 2 | 3 | 2 |    |
| Національна збірна | Національна збірна | Національна збірна | 31 | 4 | 3 | 7 | 6 |    |

Тренерська статистика:
| Команда           | Сезон             | Регулярний сезон | Регулярний сезон | Регулярний сезон | Регулярний сезон | Регулярний сезон | Регулярний сезон | Регулярний сезон | Плей-оф | Плей-оф | Плей-оф | Плей-оф                |
| Команда           | Сезон             | І                | В                | П                | Н                | ПОТ              | О                | Результат        | В       | П       | % В     | Результат              |
| ----------------- | ----------------- | ---------------- | ---------------- | ---------------- | ---------------- | ---------------- | ---------------- | ---------------- | ------- | ------- | ------- | ---------------------- |
| ЛА                | 1995-96           | 82               | 24               | 40               | 18               | -                | 66               | 6-е у ТД         | -       | -       | -       | -                      |
| ЛА                | 1996-97           | 82               | 28               | 43               | 11               | -                | 67               | 6-е у ТД         | -       | -       | -       | -                      |
| ЛА                | 1997-98           | 82               | 38               | 33               | 11               | -                | 87               | 2-е у ТД         | 0       | 4       | .000    | 1/4 фіналу конференції |
| ЛА                | 1998-99           | 82               | 32               | 45               | 5                | -                | 69               | 5-е у ТД         | -       | -       | -       | -                      |
| Усього в «Кінгс»  | Усього в «Кінгс»  | 328              | 122              | 161              | 45               | -                | .441             | -                | 0       | 4       | .000    | 1 вихід до плей-оф     |
| НД                | 1999-00           | 8                | 4                | 4                | 0                | 0                | (103)            | 2-е в АД         | 16      | 7       | .696    | Володар Кубка Стенлі   |
| НД                | 2000-01           | 82               | 48               | 19               | 12               | 3                | 111              | 1-е в АД         | 15      | 10      | .600    | Фіналіст Кубка Стенлі  |
| НД                | 2001-02           | 51               | 21               | 20               | 7                | 3                | (95)             | (звільнений)     | -       | -       | -       | -                      |
| НД                | 2005-06           | 32               | 14               | 13               | 0                | 5                | (101)            | (відставка)      | -       | -       | -       | -                      |
| Усього в «Девілс» | Усього в «Девілс» | 173              | 87               | 56               | 19               | 11               | .590             | -                | 31      | 17      | .646    | 1 Кубок Стенлі         |
| Усього            | Усього            | 501              | 209              | 217              | 64               | 11               | .492             | -                | 31      | 21      | .596    | 1 Кубок Стенлі         |